# Koło (województwo lubelskie)
Koło – wieś w Polsce położona w województwie lubelskim, w powiecie opolskim, w gminie Łaziska.
W latach 1975–1998 miejscowość administracyjnie należała do ówczesnego województwa lubelskiego.
Wieś stanowi sołectwo w gminie Łaziska. Według Narodowego Spisu Powszechnego z roku 2011 wieś liczyła 50 mieszkańców.

## Demografia
| Rok                                                     | 2003 | 2006 | 2007 | 2008 | 2009 | 2010 | 2011 | 2012 | 2013 | 2014 | 2015 |
| ------------------------------------------------------- | ---- | ---- | ---- | ---- | ---- | ---- | ---- | ---- | ---- | ---- | ---- |
| Liczba ludności                                         | 62   | 60   | 60   | 56   | 51   | 46   | 48   | 49   | 49   | 50   | 56   |
| Źródło; Dane własne gminy na koniec toku kalendarzowego |      |      |      |      |      |      |      |      |      |      |      |